# 유심론
유심론(唯心論, 영어: spiritualism)은 세계의 모든 것이 결국 정신적인 것으로 환원 가능하다는 입장으로서, 정신을 실체로 인정한다. 유물론과 정반대 입장에 있다. 관념론과 자주 혼동되어 쓰이는데, 엄밀히 말해 관념론은 실재론과 짝으로서 인식론에서 사용하는 것이 통례이다. 하지만 관념론이 유심론과 깊은 근친성이 있는 것은 사실이다.

## 같이 보기
- 관념론
- 유물론

## 참고 문헌
- 이 문서에는 다음커뮤니케이션(현 카카오)에서 GFDL 또는 CC-SA 라이선스로 배포한 글로벌 세계대백과사전의 내용을 기초로 작성된 글이 포함되어 있습니다.